# 栗原茂 (化学者)
栗原 茂（くりはら しげる Sigeru Kurihara）は、日本の化粧品開発技術者、研究者。敏感肌対応スキンケアであるPeauhonnête（ポーネット）シリーズで知られている。

## 学歴
- 日本 東京教育大学（現 筑波大学）生物化学工学科卒業
- 日本 筑波大学大学院 人間総合科学研究科卒業

## 研究
東京教育大学（現筑波大学）生物化学工学科卒業後、株式会社資生堂に入社。工場、研究所、本社での勤務を経験し、化粧品の基礎研究、品質保証、生産技術に携わった。（主な研究テーマは「化粧品と微生物」）。その後、筑波大学大学院 人間総合科学研究科で心理学を学ぶ。

## その他
- 敏感肌」用スキンケア化粧品シリーズPeauhonnête（ポーネット）の開発者[2]。